# Elise Kellond-Knight
Elise Kellond-Knight, född den 10 augusti 1990, är en australisk fotbollsspelare som spelar för Melbourne Victory. Tidigare har hon bland annat spelat i svenska Kristianstads DFF och australiska Melbourne City.

## Klubbkarriär
Inför säsongen 2018 värvades Kellond-Knight av Hammarby IF. Mellan 2019 och 2020 spelade hon sedan både i Australien och USA.
2020 värvas Kellond-Knight av Kristianstads DFF. I juli 2020 råkade Kellond-Knight ut för en knäskada, vilket gjorde att hon missade resten av säsongen. Inför säsongen 2021 återvände Kellond-Knight till Hammarby IF, där hon skrev på ett treårskontrakt. I november 2022 värvades Kellond-Knight av Melbourne Victory.

## Landslagskarriär
Kellond-Knight ingick i Australiens lag under Olympiska sommarspelen 2016  och har deltagit i tre världsmästerskap, 2011, 2015 och 2019.